# Nysrotsmalmätare
Nysrotsmalmätare, Eupithecia veratraria, är en fjärilsart som beskrevs av Gottlieb August Herrich-Schäffer, 1850. Nysrotsmalmätare ingår i släktet Eupithecia och familjen mätare, Geometridae. Arten är ännu inte påträffad i Sverige. Tre underarter finns listade i Catalogue of Life, Eupithecia veratraria arctica Viidalepp, 1974, Eupithecia veratraria geiserata Mironov, 1988 och Eupithecia veratraria homophaea Djakonov 1926.